# جبرئیل (لبنان)
جبرئیل (به عربی: جبرایل) یک منطقهٔ مسکونی در لبنان است که در شهرستان عکار واقع شده‌است. جبرئیل ۵٫۳۳ کیلومتر مربع مساحت و ۱٬۸۲۶ نفر جمعیت دارد و ۴۲۰ متر بالاتر از سطح دریا واقع شده‌است.